# Röda holme
Röda holme – miejscowość (tätort) w Szwecji, w regionie administracyjnym (län) Halland, w gminie Kungsbacka.
Według danych Szwedzkiego Urzędu Statystycznego liczba ludności wyniosła: 654 (31 grudnia 2015), 683 (31 grudnia 2018) i 674 (31 grudnia 2019).